# Scalpay (Äußere Hebriden)
Scalpay (schottisch-gälisch Sgalpaigh oder Sgalpaigh na Hearadh) ist eine Insel der Äußeren Hebriden (Schottland), südöstlich der Insel Lewis and Harris, mit der es seit 1997 über eine Brücke verbunden ist. Sie liegt in der Bucht East Loch Tarbert. 2011 lebten 291 Personen auf der Insel, die hauptsächlich von der Fischzucht und dem Krabbenfang leben.
Auf Scalpay steht der Eilean-Glas-Leuchtturm, ein Nachfolgebauwerk des ältesten Leuchtturms auf den Äußeren Hebriden aus dem Jahre 1789. Erbaut wurde der heutige Turm in den 1820er Jahren durch den Leuchtturmingenieur Robert Stevenson, den Großvater des Autors Robert Louis Stevenson.